# Selected Ambient Works 85–92
Selected Ambient Works 85–92 este un album de ambient techno, compus de Richard D. James sub pseudonimul de Aphex Twin. Acesta este albumul de debut de studio și cel de-al treilea release sub acest pseudonim. Albumul a fost lansat în 1992 la casa de discuri techno Belgiană, Apollo. O ediție analog remasterizată a fost lansată în 2006, și o alta digitală în 2008. Selected Ambient Works 85–92 este de mulți considerat a fi un album prag în muzica modernă ambient music la fel ca și o lucrare de pionierat în IDM și muzica dance electronică.

## Lista pieselor
Toate piesele sunt compuse și masterizate de Richard D. James.
1. "Crystal oscillator|Xtal"- 4:54
2. "Tha"- 9:06
3. "Pulsewidth"- 3:46
4. "Ageispolis"- 5:23
5. "i"- 1:17
6. "Green Calx"- 6:05
7. "Heliosphan"- 4:51
8. "We Are the Music Makers"- 7:43
9. "Schottkey 7th Path"- 5:08
10. "Ptolemy"- 7:10
11. "Hedphelym"- 6:00
12. "Delphium"- 5:26
13. "Actium"- 7:32

### Personal
Aphex Twin - sintetizator, clape, percuție, sampler, hoover